# Fredericktown (Ohio)
Pour les articles homonymes, voir Fredericktown.
Fredericktown est un village américain situé dans le comté de Knox, dans l'Ohio. Selon le recensement de 2010, sa population est de 2 493 habitants.